# Barcelonas hamn
Barcelonas hamn (katalanska: Port de Barcelona) är en hamn i Spanien. Den ligger i provinsen Província de Barcelona och regionen Katalonien, i den östra delen av landet, 500 km ostnordost om huvudstaden Madrid. Hamnen i Barcelona ligger 20 meter över havet. Närmaste större samhälle är Barcelona, 2,7 km nordväst om hamnen. 